# 중랑숲어린이도서관
중랑숲어린이도서관은 서울특별시 중랑구 망우로73길 46-1 (망우동)에 있는 도서관이다.

## 연혁
- 2012년 8월 1일 : 개관
- 2013년 1월 15일 : 중랑구 북스타트 사업 운영

## 시설현황
- 2층 : 어린이자료실, 꿈노리터, 배움터Ⅱ
- 1층 : 영아자료실, 유아자료실, V.I.P.(맘카페), 수유실, 서고, 사무실
- 로비층 : 배움터Ⅰ, 숲갤러리, 기계실, 창고

## 이용 안내
이용 시간
- 화~금요일 09:00~18:00
- 토·일요일 09:00~17:00

휴관일
- 매주 월요일
- 근로자의 날(5월 1일)
- 법정공휴일
- 도서관 사정에 의한 임시휴관일